# Mammillaria carmenae
Mammillaria carmenae là một loài thực vật có hoa trong họ Cactaceae. Loài này được Castañeda mô tả khoa học đầu tiên năm 1953.

## Hình ảnh

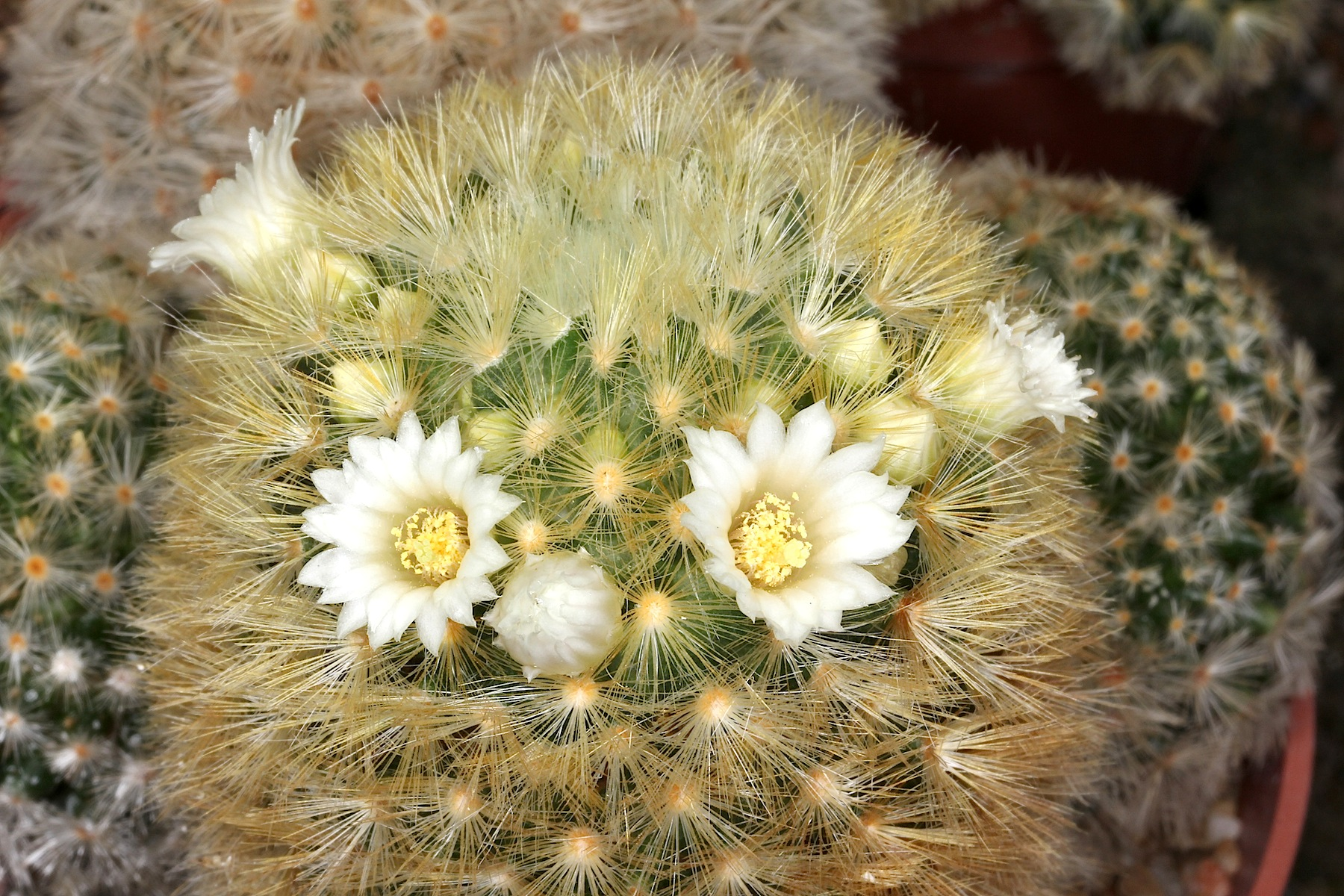
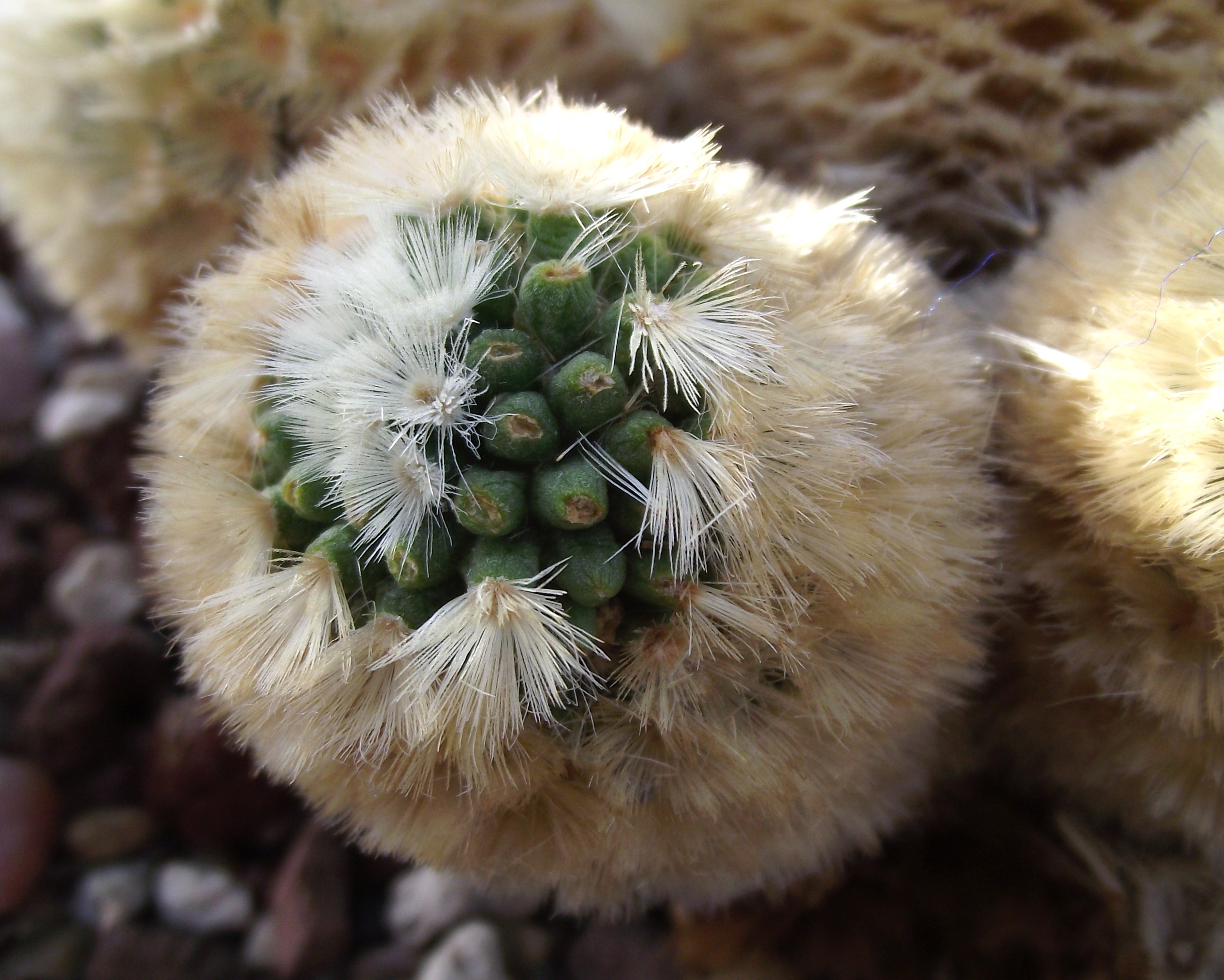
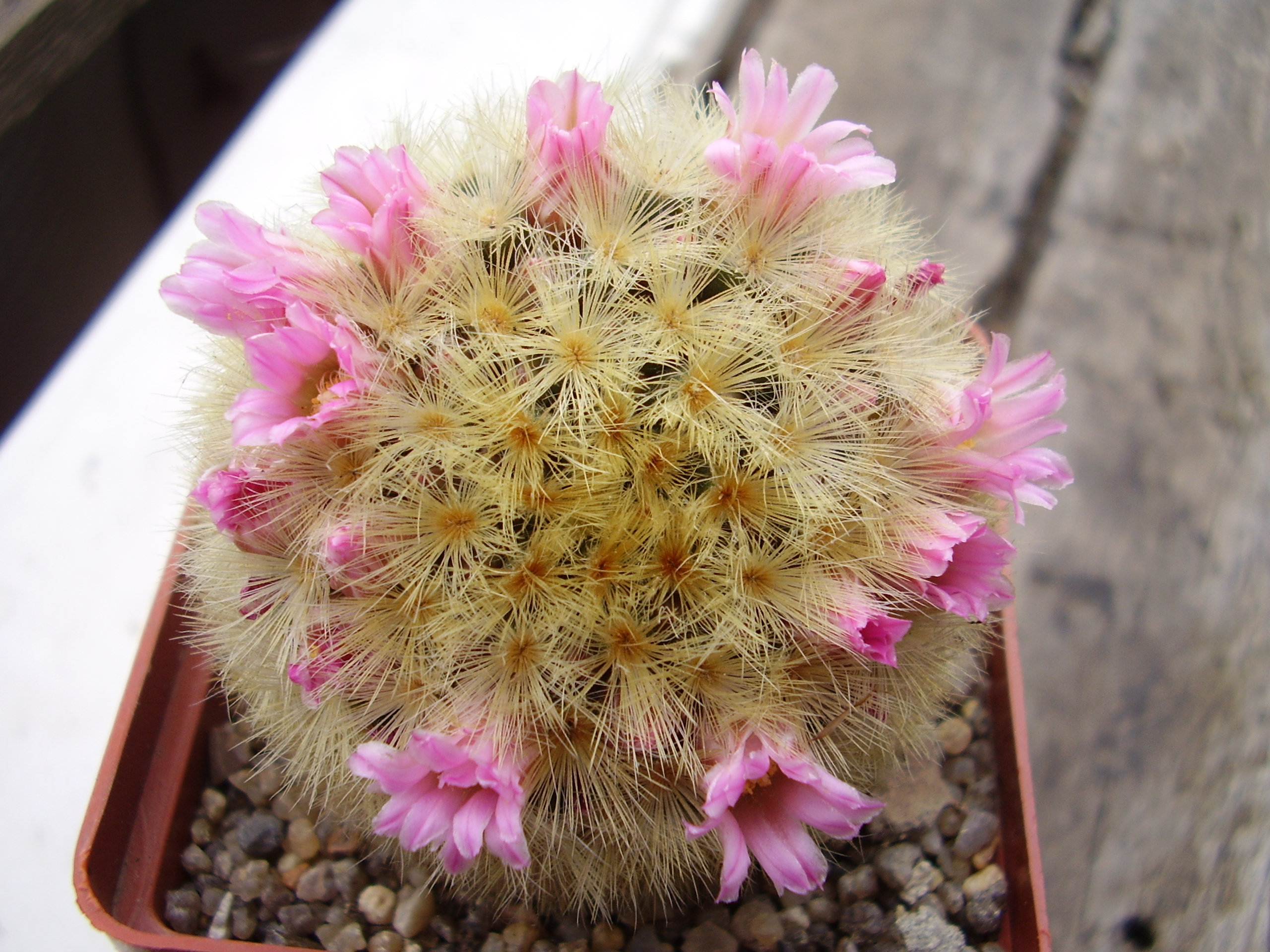
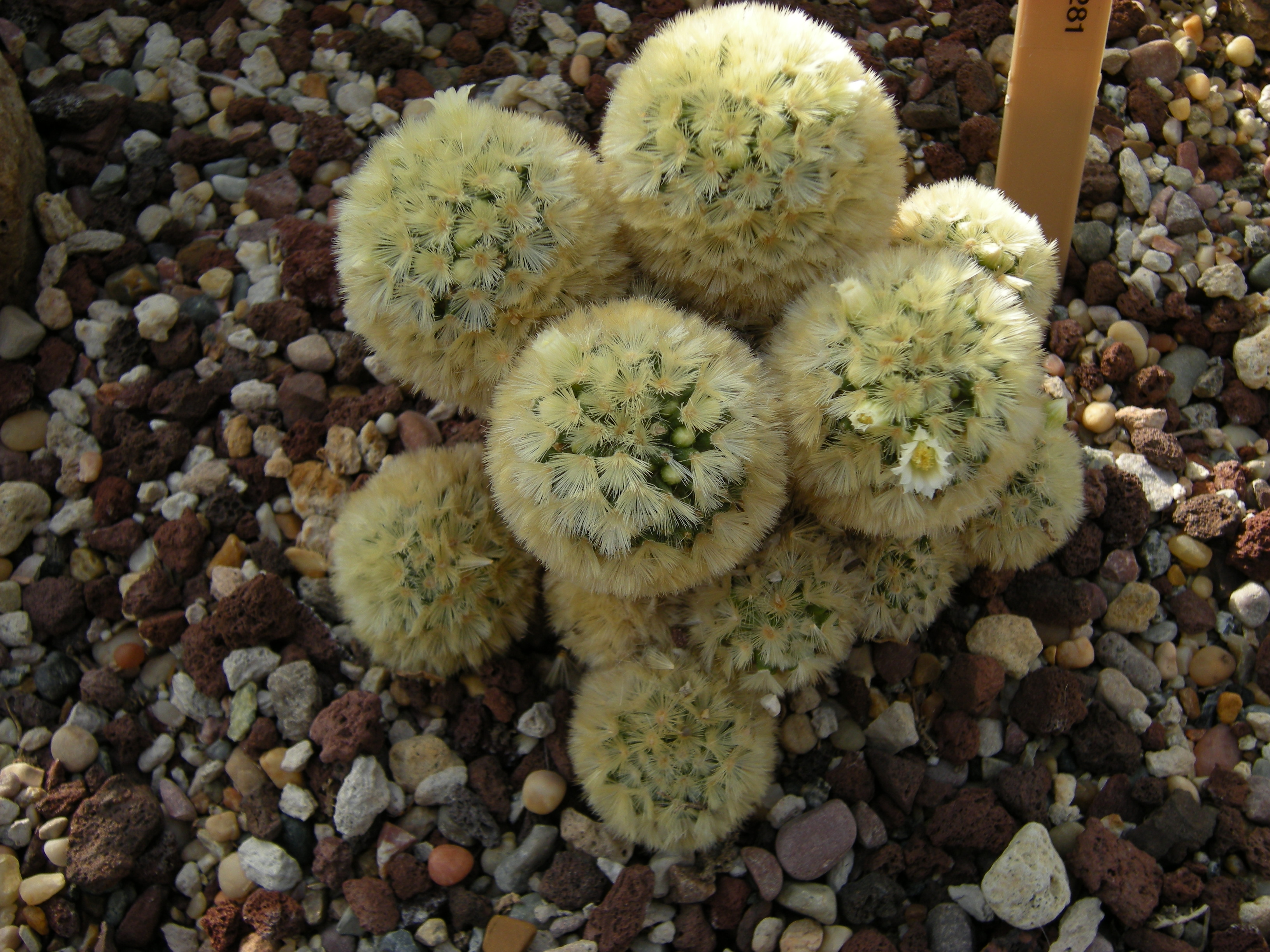
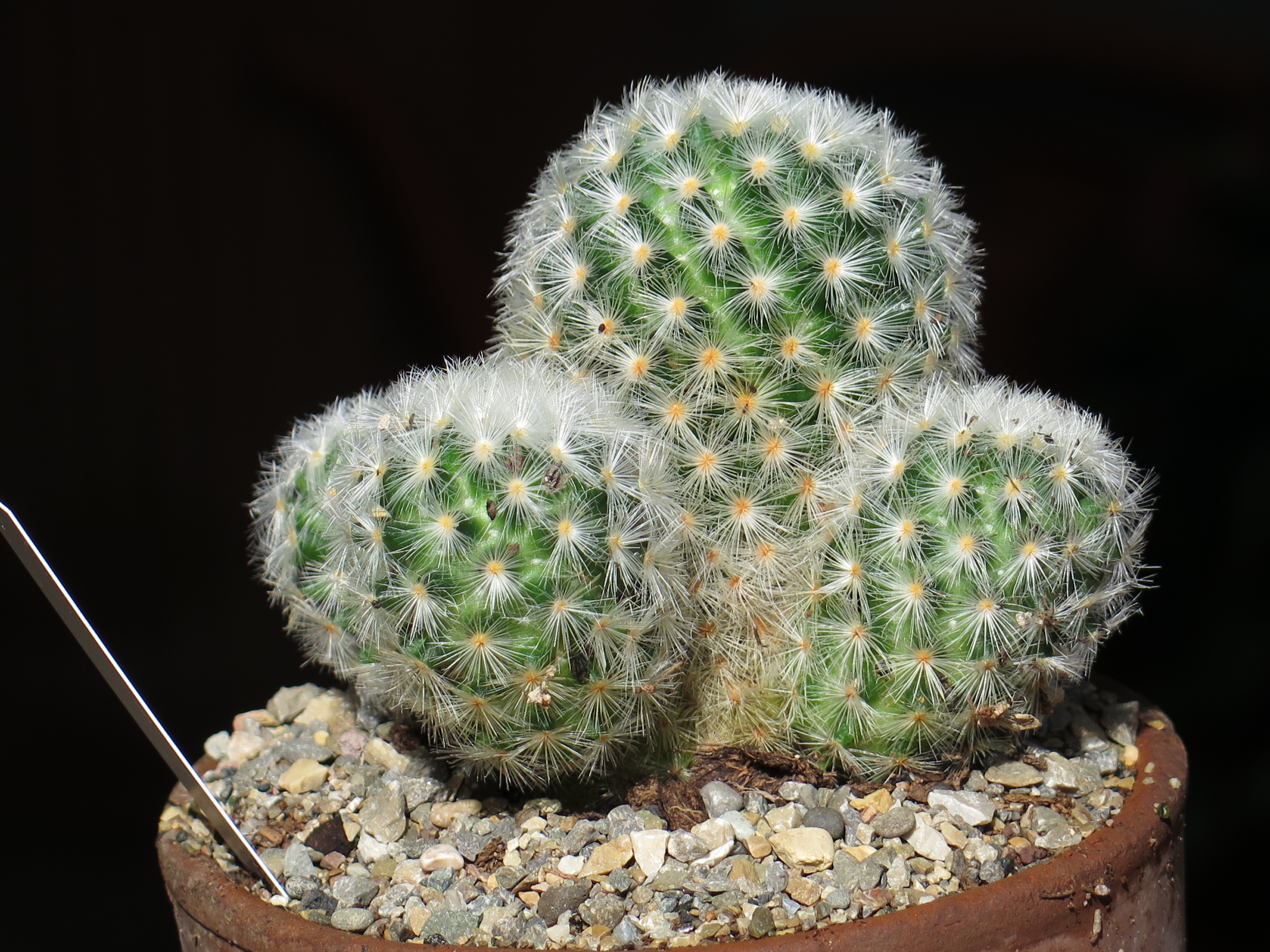